# Directive 98/83/EC
 (septembre 2021).
La directive 98/83/CE concerne la qualité de l'eau potable et fait partie de la réglementation relative à l'approvisionnement en eau et à l'assainissement dans l'Union européenne.

## Contenu
La directive vise à protéger la santé humaine en fixant des exigences de salubrité et de pureté qui doivent être respectées par l'eau potable dans les états de l'Union européenne (voir qualité de l'eau). Elle s'applique à toutes les eaux destinées à la consommation humaine à l'exception des eaux minérales naturelles et des eaux médicinales.
Les États membres de l'union veillent à ce que l'eau potable :
- ne contient aucune concentration de micro-organismes, de parasites ou de toute autre substance constituant un risque pour la santé humaine ;
- répond aux exigences minimales (paramètres microbiologiques et chimiques et celles relatives à la radioactivité) fixées par la directive.
- Ils prendront toute autre mesure nécessaire afin de garantir la salubrité et la pureté des eaux destinées à la consommation humaine.

En fixant les niveaux de contaminants autorisé, la directive applique le principe de précaution. Les niveaux de contaminants de l'UE pour les pesticides sont jusqu'à 20 fois inférieurs à ceux des directives de l'OMS pour l'eau potable, parce que la directive de l'UE vise non seulement à protéger la santé humaine mais aussi l'environnement. Les niveaux de contaminant de l'OMS eux-mêmes sont déjà fixés de sorte qu'il n'y aurait aucun risque si le contaminant était absorbé en continu tout au long de la vie d'une personne.
Avec effet à décembre 2003, la directive 80/778/CE a été abrogée et remplacée par la directive 98/83/CE. La nouvelle directive a vu le nombre de paramètres réduits tout en permettant aux membres d'ajouter des paramètres tels que le magnésium, la dureté totale, les phénols, le zinc, le phosphate, le calcium et le chlorite.
La directive impose aux États membres de contrôler régulièrement la qualité de l'eau destinée à la consommation humaine en utilisant les méthodes d'analyse spécifiées dans la directive, ou des méthodes équivalentes. Les États membres doivent également publier des rapports sur la qualité de l'eau potable tous les trois ans, et la Commission européenne doit publier un rapport de synthèse. Dans les cinq ans, les États membres devaient se conformer à la directive. Des dérogations peuvent être accordées à titre temporaire, à condition qu'elles n'affectent pas la santé humaine.

## Défis de mise en œuvre
Jusqu'en 2006, la Commission européenne n'a pas publié de rapport de synthèse sur la qualité de l'eau potable. Aucun pays de l'UE ne parvient à se conformer pleinement à la directive, principalement en raison de la nature géologique de son sol et de son activité agricole. En 2003, la Commission européenne a lancé un vaste processus de consultation pour préparer une révision de la directive. Un aspect clé de la révision serait de s'éloigner d'une simple approche d'établissement de normes en bout de chaîne. Au lieu de cela, l'ensemble du processus d'approvisionnement en eau du bassin au robinet serait évalué pour identifier les risques et les points de contrôle les plus efficaces, à travers ce que l'on appelle des plans de sécurité de l'eau.

## Révision
La Commission européenne a adopté le 1er février 2018 une proposition de directive révisée sur l'eau potable afin d'améliorer la qualité de l'eau potable et de fournir un meilleur accès et une meilleure information aux citoyens. La proposition de modernisation de la directive 98/83/CE vient en partie comme une réponse à l'initiative citoyenne européenne Right2Water et comme une contribution à la réalisation des objectifs des objectifs de développement durable.
Parmi les principaux éléments de cette révision, la Commission propose de mettre à jour les normes de sécurité existantes conformément aux dernières recommandations de l'Organisation mondiale de la santé (OMS), mais impose également aux pays de l'UE d'améliorer l'accès à l'eau potable pour tous, et plus encore. spécifiquement aux groupes vulnérables et marginalisés.
La révision de cette directive est aussi l'occasion d'intégrer les nouvelles priorités de l'UE en matière de protection de l'environnement, de développement d'une économie circulaire et d'adaptation au changement climatique. En effet, le secteur de l'eau consomme en Europe l'équivalent de 3,5% de la consommation d'électricité. Au niveau local, les charges d'électricité représentent entre 30 et 50 % des factures des municipalités, qui sont facilement répercutées sur les consommateurs qui n'ont généralement pas de fournisseurs alternatifs. En plus de cela, la Commission a révélé que l'Europe a un énorme problème concernant les fuites d'eau. Selon leur analyse, le taux de fuite moyen en Europe est de 23 % d'eau traitée. La solution de la commission pour résoudre ce problème a été d'inclure des exigences de transparence pour que les plus grands fournisseurs d'eau publient des informations sur leurs fuites d'eau et leur consommation d'énergie.
Une directive-cadre sur l'eau, établissant un cadre pour une politique globale communautaire dans le domaine de l'eau, est adoptée le 23 octobre 2000.

## Voir également
- Droit de l'UE
- Objectif de développement durable 6